# Pierre Maurice
Pierre Maurice, nascut el 13 de novembre de 1868 a Allaman i mort el 25 de desembre de 1936 a Ginebra, va ser un músic i compositor suís.

## Biografia
Nascut sobre els marges del llac Léman, estigué fascinat des del seu infantesa per l'Africana de Meyerbeer. Prengué els seus primers cursos d'harmonia als 17 anys amb Hugo de Senger. Per continuar, fent un curs de contrapunt i d'harmonia al Conservatori de música de Genève amb Émile Jaques-Dalcroze, al Conservatori de París amb Jules Massenet i acabar estudiant orquestració amb Gabriel Fauré. En tornar a Suïssa el 1899, compongué de nombroses òperes. Morí a Genève el 1936.

## Obres principals
Operes
- Le Calife Cigogne (1886)
- Le Drapeau Blanc (1902) (La Senyera Blanca)
- Lanval (1912)
- Arambel (1920)
- Andromède (1923)

Música orquestral
- Pêcheurs d'Islande (1895) (Pescadors d'Islàndia)
- Francesca da Rimini, Poema simfònic (1899)